# اسمکی

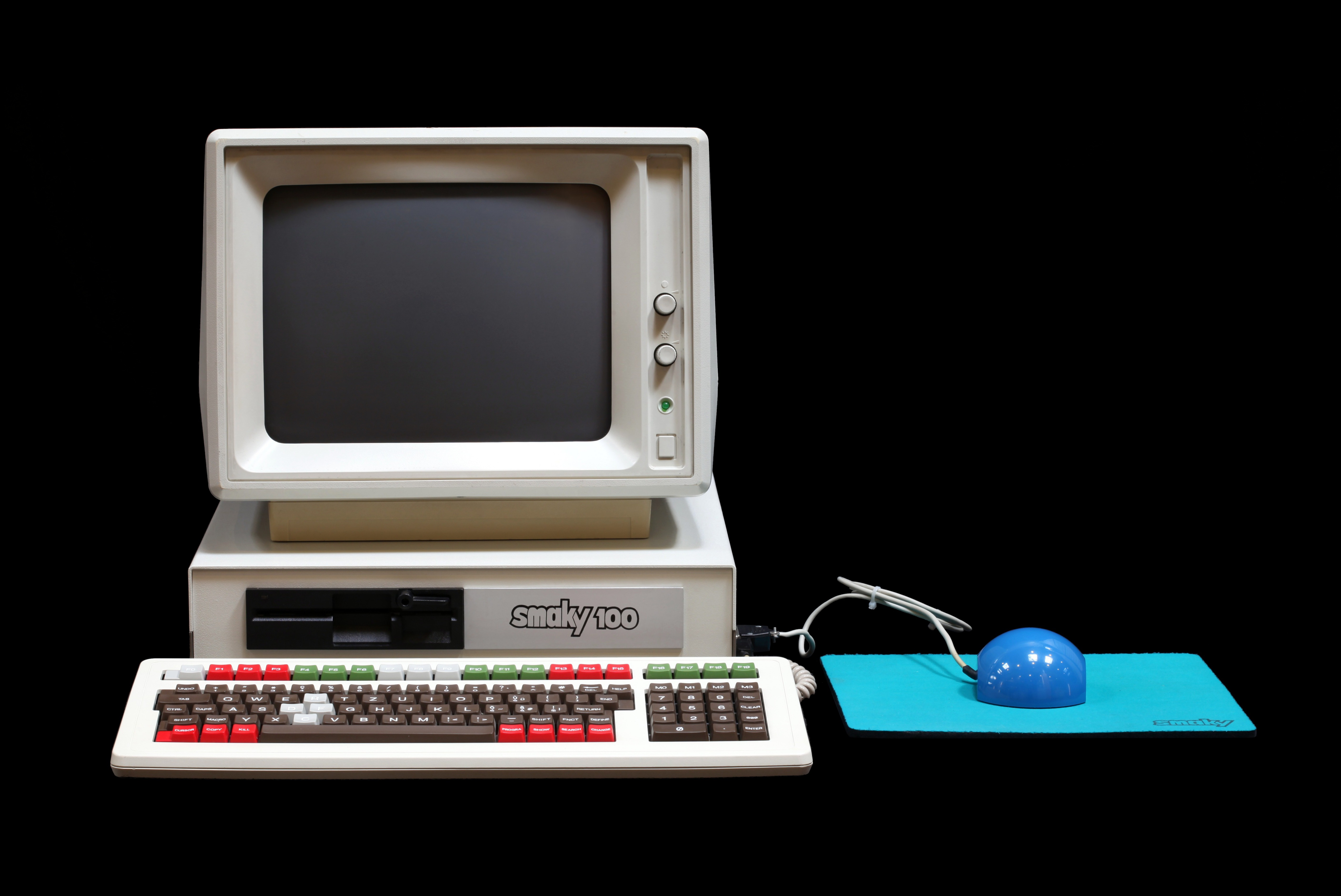
اسمکی ۱۰۰

اسمکی (انگلیسی: Smaky) یک خط اتصال کامپیوتر رایانه شخصی ۸ بیتی است با سیستم عامل آن که پروژه‌اش از ۱۹۷۴ توسط پروفسور ژان-دانیل لیکود و دیگران در مؤسسه پلی‌تکنیک فدرال لوزان در سوئیس کلیک خورد. این کامپیوتر در مدارس مؤسسه فدرال لوزان مورد استفاده قرار گرفت، نام آن از کیبوردهای SMArt گرفته شده و که شامل یک مادربورد فشرده‌ است که در همان صفحه کلید قرار می‌گیرد.
سه مدل اولیه اسمکی۱، اسمکی۲ و اسمکی۴ با اینتل ۸۰۸۰ ساخته شده و میکروپروسسور اسمکی۳ نمونه اولیه‌ای بود که تکمیل نشد.
ایمولیتور اسمکی درسال ۱۹۹۸ برای مایکروسافت ویندوز ساخته شد تا جایگزین سخت افزار اسمکی ۴۰۰ به نام اسمکی اینفینی (به فرانسوی برای استفاده نامحدود) قرارگیرد، از آنجایی که دیگر عملکرد و طول عمر آن به سخت‌افزار محدود نمی‌شود، ایمولیتور UAE و ایمولیتور اسمکی ۴۰۰ در هم ادغام شدند.

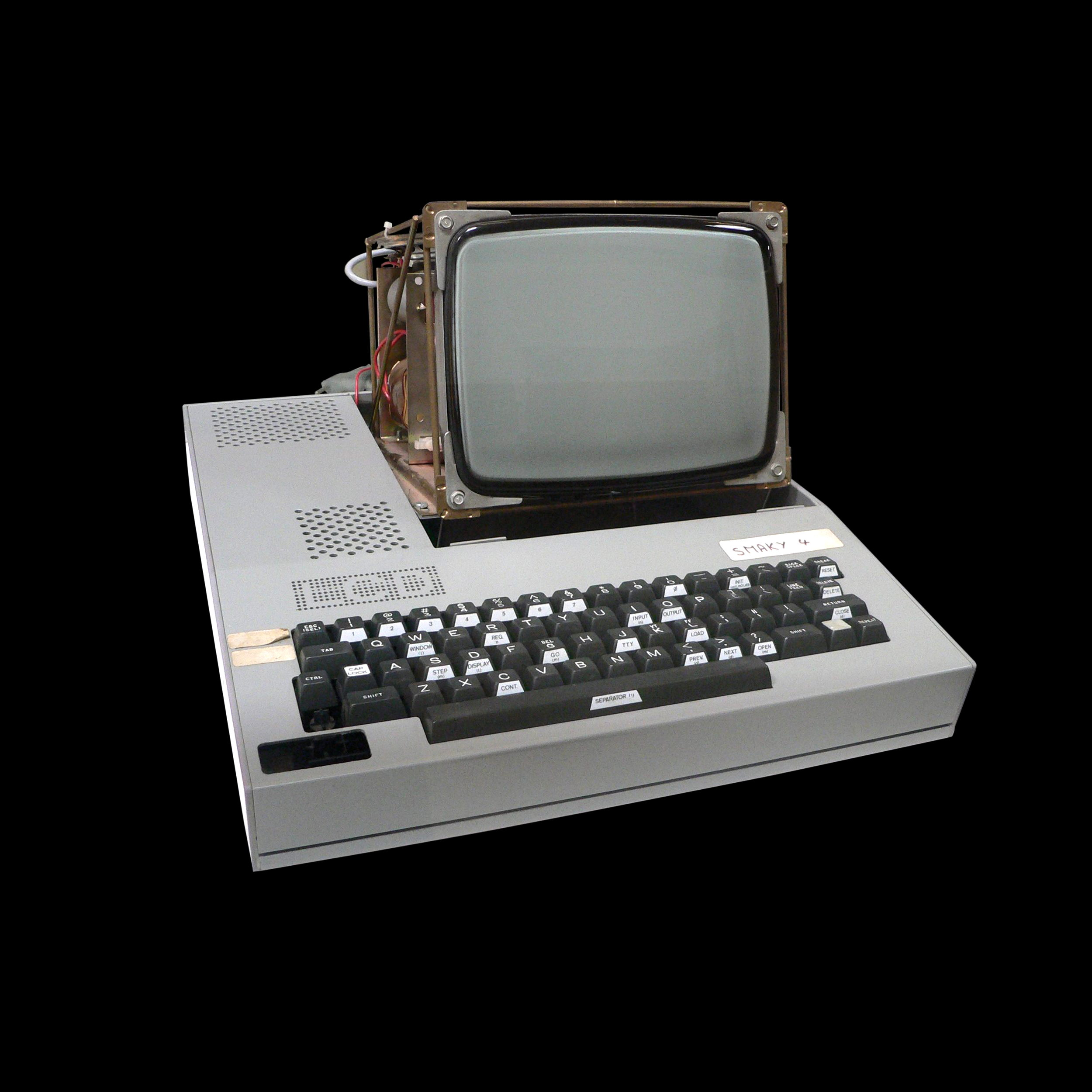
اسمکی۴ (نمونه اولیه)
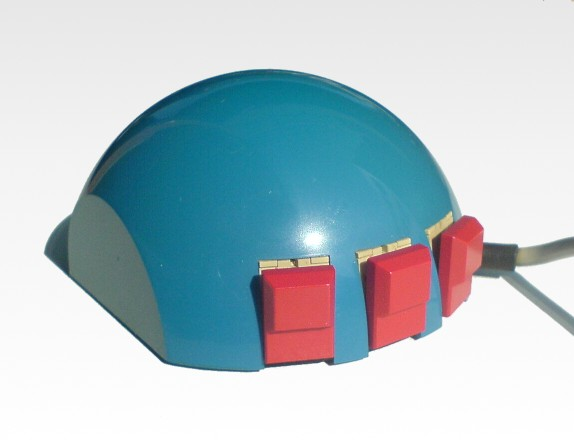
یک اسمکی که ماوس آن توسط ژان دانیل لیکود و   و آندره گوینارد اختراع شد.
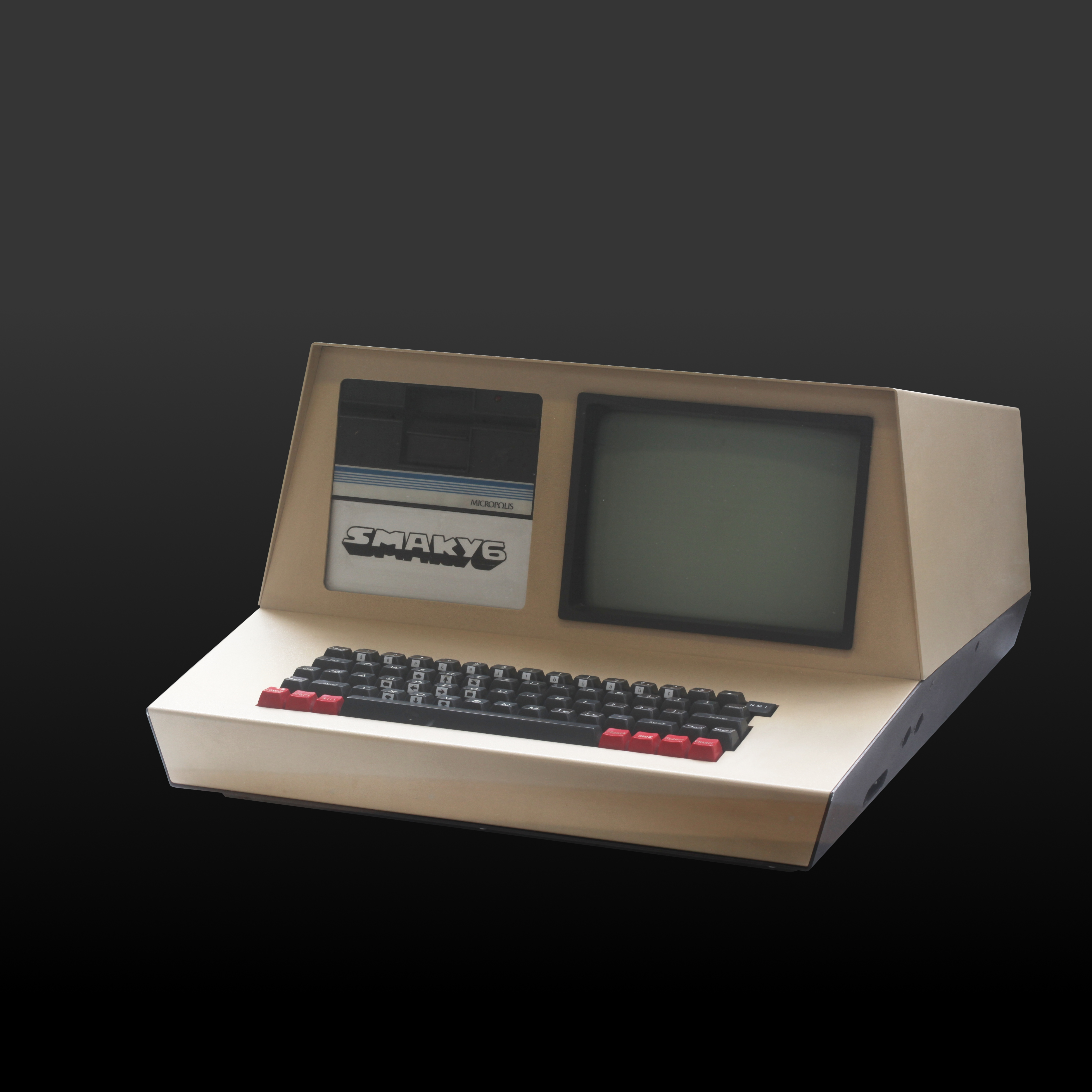
اسمکی ۶
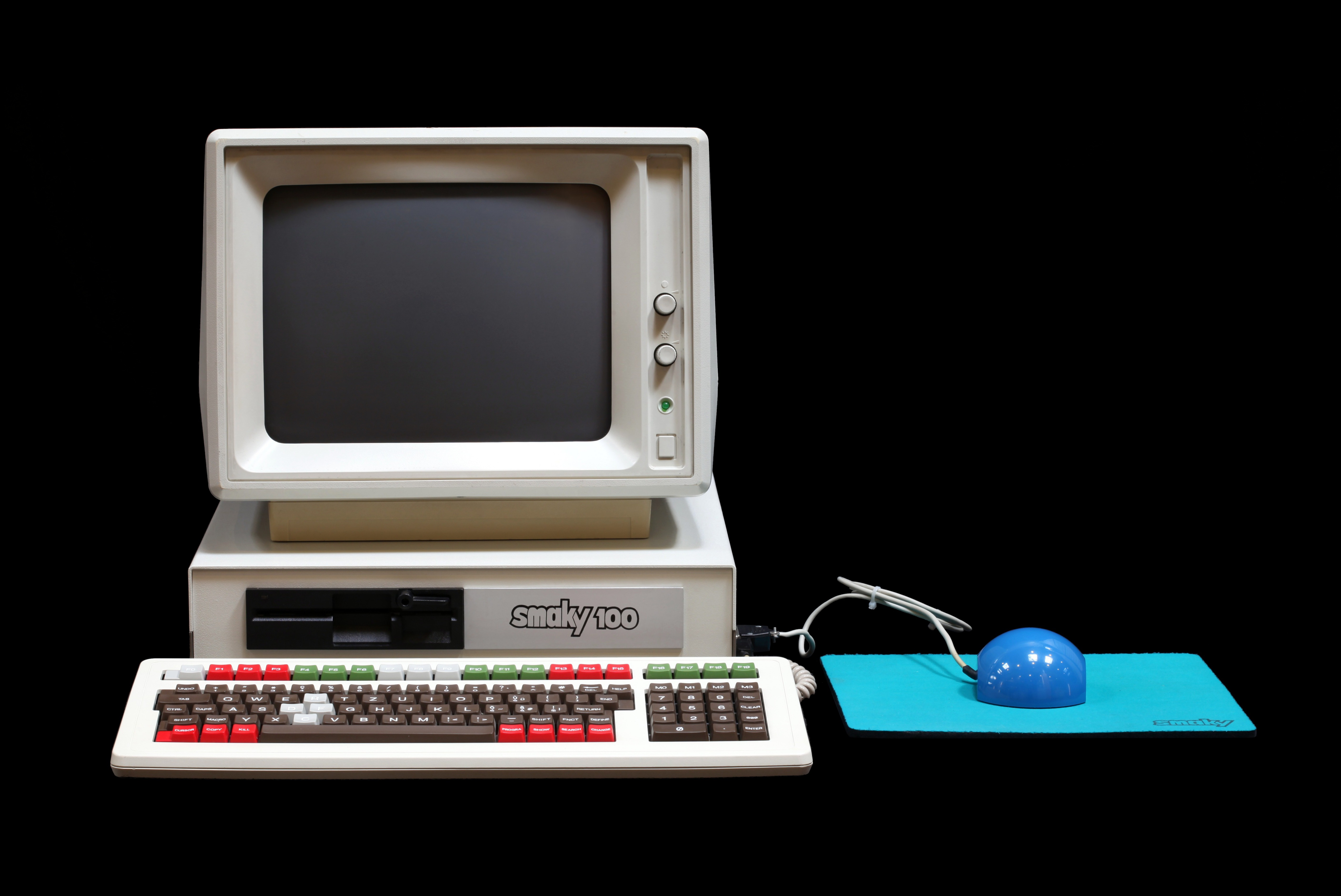
اسمکی ۱۰۰